# Mäntysaari (ö i Kajanaland, Kajana, lat 63,98, long 27,66)
Mäntysaari är en ö i Finland. Den ligger i sjön Iso Viinijärvi och Pieni Viinijärvi och i kommunen Kajana i den ekonomiska regionen  Kajana ekonomiska region  och landskapet Kajanaland, i den centrala delen av landet, 400 km norr om huvudstaden Helsingfors. Öns area är 1,4 hektar och dess största längd är 160 meter i sydöst-nordvästlig riktning.